# 4741 Leskov
A 4741 Leskov (ideiglenes jelöléssel 1985 VP3) egy kisbolygó a Naprendszerben. Ljudmila Georgijevna Karacskina fedezte fel 1985. november 10-én.